# 泰勒·拉克
泰勒·麦迪逊·拉克（英語：Taylor Madison Ruck，2000年5月28日—）生于不列颠哥伦比亚省基隆拿，是一名加拿大女子游泳运动员，主项是自由泳，副项是仰泳。拉克的父亲是一名前冰球选手，曾在西部冰球联盟担任后卫。拉克在不到一岁时随家人移居至美国亚利桑那州斯科茨代爾，尽管如此她并无美国国籍，同时她在美国居住期间也会不时回到加拿大探望亲人。2016年，拉克受支气管炎影响，在加拿大奥运预选赛上发挥欠佳，没能第一时间入选奥运阵容，后来加拿大队视乎其实际情况，决定特别允许她进入名单，后来她在奥运期间联同队友帮助加拿大队获得了4×100米自由泳接力和4×200米自由泳接力项目的两枚铜牌，她也和接力队队友佩妮·奥莱克夏克一同成为历史上首两位在奥运当中获得奖牌的2000年后出生的选手。2018年，她毕业于查帕拉尔高中，同年秋进入史丹佛大學。